# Monléon-Magnoac
Monléon-Magnoac is een gemeente in het Franse departement Hautes-Pyrénées (regio Occitanie) en telt 462 inwoners (2005). De plaats maakt deel uit van het arrondissement Tarbes.

## Geografie
De oppervlakte van Monléon-Magnoac bedraagt 19,3 km², de bevolkingsdichtheid is 23,9 inwoners per km².

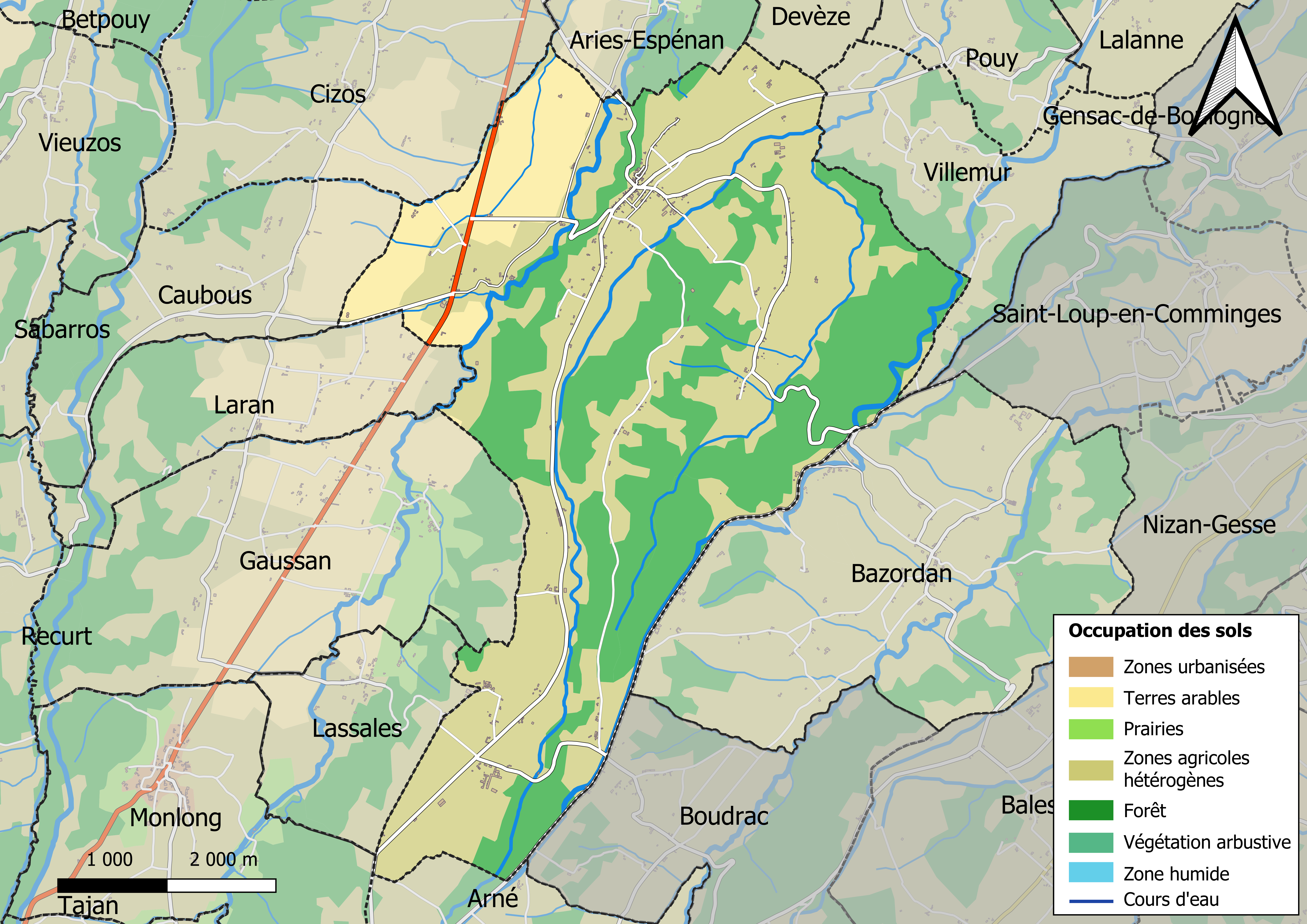
Kaart van de gemeente met belangrijkste infrastructuur, bodemgebruik en omliggende gemeenten

## Demografie
In 1793 telde de gemeente 1263 inwoners.
Onderstaande figuur toont het verloop van het inwonertal (bron: INSEE-tellingen).